# コトー・シャンプノワ
コトー・シャンプノワはフランスのAOCワインのひとつで、シャンパーニュ地方で生産される。 シャンパーニュと異なり、非発泡性ワインで、赤・白・ロゼの生産が認められている。かつてはヴァン・ナチュール・ド・シャンパーニュと呼ばれ、スティルワインの一種で、ブルゴーニュワインの競合となっていた。

## 歴史

### 古代
シャンパーニュでのブドウ栽培は、ローマ人がはじめてこの地域にブドウを植えたガロ-ロマン期にさかのぼる。また、シャンパーニュの製法が普及する17世紀頃までは、シャンパーニュ地方は赤ワインの産地として有名であった。フランス王アンリ4世や、その時代のフランス宮廷にとって一番お気に入りのワイン産地だった。

### 現代
1974年にAOCを取得。

## 地理的位置
AOCシャンパーニュの指定を受けているブドウ畑の範囲に同じ 。 

### 地質学
https://mathusalem.jp/?mode=grp&gid=843189
ワインの大半は、マルヌ県（白亜紀の土壌）、マルヌ渓谷（ヴァレ・ド・ラ・マルヌ、西はシャトー・ティエリーまで）と、第三紀ないしは白亜紀の土壌からなる地区（アヴィーズ、ヴェルテュ、セザンヌ等）で生産されている。

### 気候
この産地は、パリ盆地の東に位置し、冬は冷え込み、年間通じて降雨量は多くないものの夏はやや雨の日が多く暑さは控えめな大陸性気候の影響をうけた海洋性気候である。 シャンパーニュ渓谷の海洋性気候は全体としてみれば、緩やかで、一月の平均気温は 2 °C 、七月が 18 °C で、年間平均気温は 10 °Cほどである。年間降雨量も多くはない（550- 700 mm )。 
| 月                                           | １月 | ２月 | ３月 | ４月 | ５月 | ６月 | ７月 | ８月 | ９月 | １０月 | １１月 | １２月 | 年間平均 |
| -------------------------------------------- | ---- | ---- | ---- | ---- | ---- | ---- | ---- | ---- | ---- | ------ | ------ | ------ | -------- |
| 平均最高気温(°C)                             | 5,5  | 7,0  | 10,8 | 14,0 | 18,4 | 21,3 | 24,1 | 24,2 | 20,1 | 15,1   | 9,3    | 6,6    | 14,7     |
| 平均最低気温(°C)                             | 0,1  | 0,0  | 2,3  | 3,7  | 7,7  | 10,5 | 12,4 | 12,2 | 9,5  | 6,6    | 2,9    | 1,4    | 5,8      |
| 平均気温(°C)                                 | 2,8  | 3,5  | 6,6  | 8,9  | 13,1 | 15,9 | 18,3 | 18,2 | 14,9 | 10,9   | 6,1    | 4,0    | 10,2     |
| 累積日照時間 (時間)                          | 63   | 73   | 128  | 163  | 214  | 218  | 229  | 239  | 156  | 108    | 66     | 47     | 1705     |
| 平均月間降雨量(mm)                           | 44   | 40   | 51   | 45   | 59   | 58   | 56   | 48   | 53   | 55     | 52     | 57     | 617,8    |
| 出典 : Météo France - Site de Reims-Courcy . |      |      |      |      |      |      |      |      |      |        |        |        |          |

## ブドウ畑

### ブドウ品種

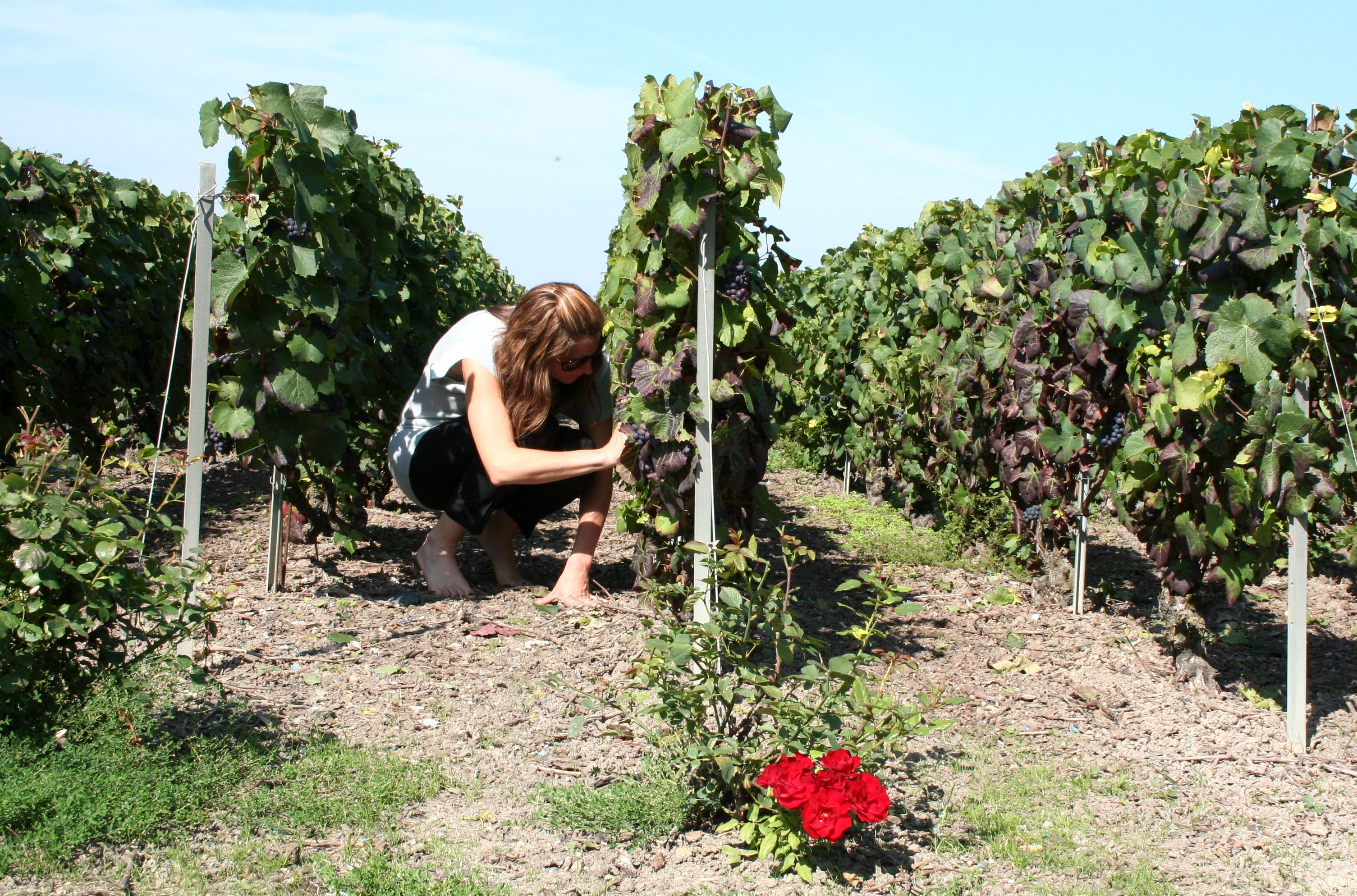
ブーズィ村におけるピノ・ノワールのブドウ畑

ブドウ品種は、発泡性のシャンパーニュの許可品種と同じく、赤ワインはピノ・ノワール、ピノ・ムニエを、白ワインはシャルドネを主体としている。このほか、シャンパーニュ地方にはロゼワインのみに認められたAOCとして、ロゼ・デ・リセィがある。

### 生産
生産量は概して少ない。とりわけ、発泡性ワインとしてのシャンパーニュの需要が多くなる収穫年はほとんど生産されないこともある。

### 販売
ブーズィ村で生産されるコトー・シャンプノワの赤は最も評価が高い。 
全体として、一般的な価格は一本あたり10〜25 €ほどである。

## 注/参考文献
1. ↑  “コトー・シャンパノワ”. 2024年1月6日閲覧。
2. ↑  Météo France - Reims-Coucy